# Associação Desportiva Embu das Artes
A Associação Desportiva Embu das Artes é um clube brasileiro de futebol feminino, localizado na cidade de Embu das Artes, no estado de São Paulo. Tendo como presidente o administrador Alex Macedo de Souza, Foi fundado em Fevereiro de 2011, em parceria com a Secretaria de Esportes de Embu das Artes, que visa à fomentação e desenvolvimento do futebol feminino. Em seu primeiro ano disputou o Campeonato Paulista de Futebol Feminino.